# روبرتو رودريغيز
روبرتو رودريغيز (28 يوليو 1990 زيورخ سويسرا - ) هو لاعب كرة قدم سويسري يلعب كلاعب وسط. يحمل الجنسيتين السويسرية و الأسبانية.

## روابط خارجية
- روبرتو رودريغيز على موقع قاعدة بيانات كرة القدم.إي يو (الإنجليزية)
- روبرتو رودريغيز على موقع Soccerway.com (الإنجليزية)
- روبرتو رودريغيز على موقع عالم كرة القدم.نت (الإنجليزية)
- روبرتو رودريغيز على موقع AS.com (الإسبانية)